# پچباگوتا
پِچ‌باگوتا (به مجاری:  Pécsbagota) یک منطقهٔ مسکونی در مجارستان است که در ناحیه سنت‌لورینتس واقع شده‌است.